# El diario de Christopher: Secretos de Foxworth
Christopher's Diary: Secrets of Foxworth —en español: El diario de Christopher: Secretos de Foxworth—  es una novela de ficción gótica de 2015 de V. C. Andrews basada en su serie Dollanganger. Es un spin-off de la saga Dollanganger y registra los eventos del primer libro Flores en el ático desde la perspectiva de Christopher Dollanganger en detalles que no se mencionaron en el primer libro.

## Sinopsis
Christopher Dollanganger tenía catorce años cuando él y sus hermanos menores, Cathy y los gemelos Cory y Carrie, fueron encerrados en el ático de Foxworth Hall, prisioneros del codicioso plan sucesorio de su madre.
Durante tres largos años mantuvo viva la esperanza por el bien de los demás. Pero la impactante verdad sobre cómo le afectó su terrible experiencia siempre se mantuvo oculta, hasta ahora.
Kristen Masterwood se emociona cuando contratan a la empresa constructora de su padre para inspeccionar la propiedad de Foxworth en busca de un posible comprador. La otrora grandiosa mansión sureña todavía genera leyendas y verdades a medias sobre los cuatro inocentes niños Dollanganger, y ejerce una fascinación especial para Kristin, quien era demasiado joven cuando su madre murió para aprender mucho sobre su lejano vínculo de sangre con la notoria familia. Acompañando a su padre al "territorio prohibido", Kristin rescata un libro encuadernado en cuero encontrado entre los escombros, cuyas páginas amarillentas están llenas de la cuidada escritura del propio Christopher Dollanganger. Y mientras devora su desgarrador relato de tentación, dolor, coraje y traición, su obsesión con el niño condenado cruza una línea peligrosa...

## Secuela
El libro es sucedido directamente por El diario de Christopher: Ecos de Dollanganger.

## Historial de publicación
- Simon & Schuster (2014): ISBN 9781476790626